# Jake Jarman
Jake Jarman (Peterborough, 3 de dezembro de 2001) é um ginasta artístico britânico.

## Início da vida
Jarman nasceu em 3 de dezembro de 2001 em Peterborough , Inglaterra, filho de pai britânico e mãe filipina de Cebu. Em uma entrevista ao The Philippine Star, Jarman revelou que viveu nas Filipinas por dois anos, entre os três e os cinco anos, e ainda se comunica com seus parentes filipinos.

## Carreira

### Júnior
Em 2018, Jarman competiu na divisão júnior do Campeonato Europeu, onde ajudou a equipe britânica a levar a medalha de prata atrás da Rússia, e também conquistou uma prata individual no salto.

### Sênior
Em 2021, aos 19 anos, Jarman terminou em décimo no geral no Campeonato Europeu, e foi selecionado como reserva para as Olimpíadas de 2020 em Tóquio, Japão. O ano seguinte se tornou seu ano de descoberta, conquistando os títulos sênior britânicos no solo e no salto. Selecionado para representar a Inglaterra nos Jogos da Commonwealth de 2022 em Birmingham, Jarman ganhou o ouro em quatro eventos; a competição por equipes, o individual geral, com o companheiro de equipe da Inglaterra James Hall em segundo lugar, a final do solo com o companheiro de equipe Giarnni Regini-Moran em bronze, e a final do salto com Regini-Moran em prata.
Jarman então competiu pela Grã-Bretanha no Campeonato Europeu de 2022, onde ajudou a Grã-Bretanha a vencer a final por equipes pela primeira vez em uma década, e apenas a segunda vez. Além disso, ele terminou em 8º no individual geral e se classificou para a final do solo, mas inicialmente perdeu a final do salto na regra de dois por nação, apesar de se classificar em quinto. No dia das finais individuais, Jarman ganhou o bronze no solo antes que a retirada do companheiro de equipe Giarnni Regini-Moran da final do salto para se concentrar nas barras paralelas permitisse que Jarman participasse daquela final. Aproveitando, ganhou o ouro na final do salto, superando o rival armênio Artur Davtyan no tie-break.
Durante a World Challenge Cup Series de 2023 , Jarman se tornou o primeiro ginasta a realizar um salto duplo de 3,5 torções no solo, obtendo a habilidade nomeada em sua homenagem no Código de Pontos. Ele então fez parte da equipe britânica que representou a Grã-Bretanha no Campeonato Mundial de 2023 , onde a equipe britânica ficou em quarto lugar e, individualmente, Jarman chegou à final geral e ganhou a medalha de ouro na final do salto.
No Campeonato Europeu de 2024, Jarman ajudou a Grã-Bretanha a terminar em segundo lugar como equipe, atrás da Ucrânia. Individualmente, ele ganhou sua segunda medalha de ouro no salto. Em junho daquele ano, Jarman foi selecionado para representar a Grã-Bretanha nas Olimpíadas de Verão de 2024 ao lado de Joe Fraser, Harry Hepworth, Luke Whitehouse e Max Whitlock. Paris foi a estreia olímpica de Jarman e, com seus companheiros de equipe, terminou em quarto lugar na equipe geral. Ele se classificou para as finais do exercício de solo com a pontuação mais alta de 14,966 e, finalmente, ganhou a medalha de bronze com uma pontuação de 14,933, sua primeira medalha olímpica da carreira e a primeira medalha de Paris da equipe GB na ginástica artística. Jarman terminou sua passagem pelas Olimpíadas de 2024 com um quarto lugar no salto.
Durante as Olimpíadas de Paris, foi relatado na mídia filipina que a Associação de Ginástica das Filipinas (GAP) está recrutando Jarman para potencialmente representar o país nas Olimpíadas de Verão de 2028 em Los Angeles, com a presidente da GAP, Cynthia Carrion, afirmando que "[Jarman] quer jogar pelas Filipinas".
de agosto de 